# Parafia Bożego Ciała w Suwałkach
Parafia Bożego Ciała w Suwałkach - rzymskokatolicka parafia z siedzibą w Suwałkach, należy do dekanatu Suwałki – św. Benedykta i Romualda diecezji ełckiej. Została utworzona w 1992 roku. Kościół parafialny wybudowany w latach 1995–2000. Parafię prowadzą Franciszkanie Konwentualni.